# Luciano Galbo
Luciano Galbo (Padova, 12 aprile 1943 – Trofarello, 23 settembre 2011) è stato un ciclista su strada italiano.
Professionista dal 1964 al 1968, conta un successo di tappa al Giro d'Italia e un Giro del Veneto.

## Carriera
Nella stagione dell'esordio tra i professionisti, il 1964, fu terzo alla Coppa Bernocchi. Nel 1965 vinse una tappa al Giro d'Italia e fu secondo al Trofeo Laigueglia. Il 1967 lo vide imporsi nel Giro del Veneto e arrivare secondo nella Corsa Coppi.

## Palmarès
- 1965

3ª tappa Giro d'Italia (L'Aquila > Rocca di Cambio)
- 1967

Giro del Veneto

## Piazzamenti

### Grandi Giri
- Giro d'Italia

1964: 23º
1965: 21º
1967: 35º
1968: 87º

### Classiche monumento
- Milano-Sanremo

1964: 25º
1965: 37º
1966: 95º
1967: 116º
- Giro di Lombardia

1964: 31º
1968: 26º